# Coppenrath Feingebäck

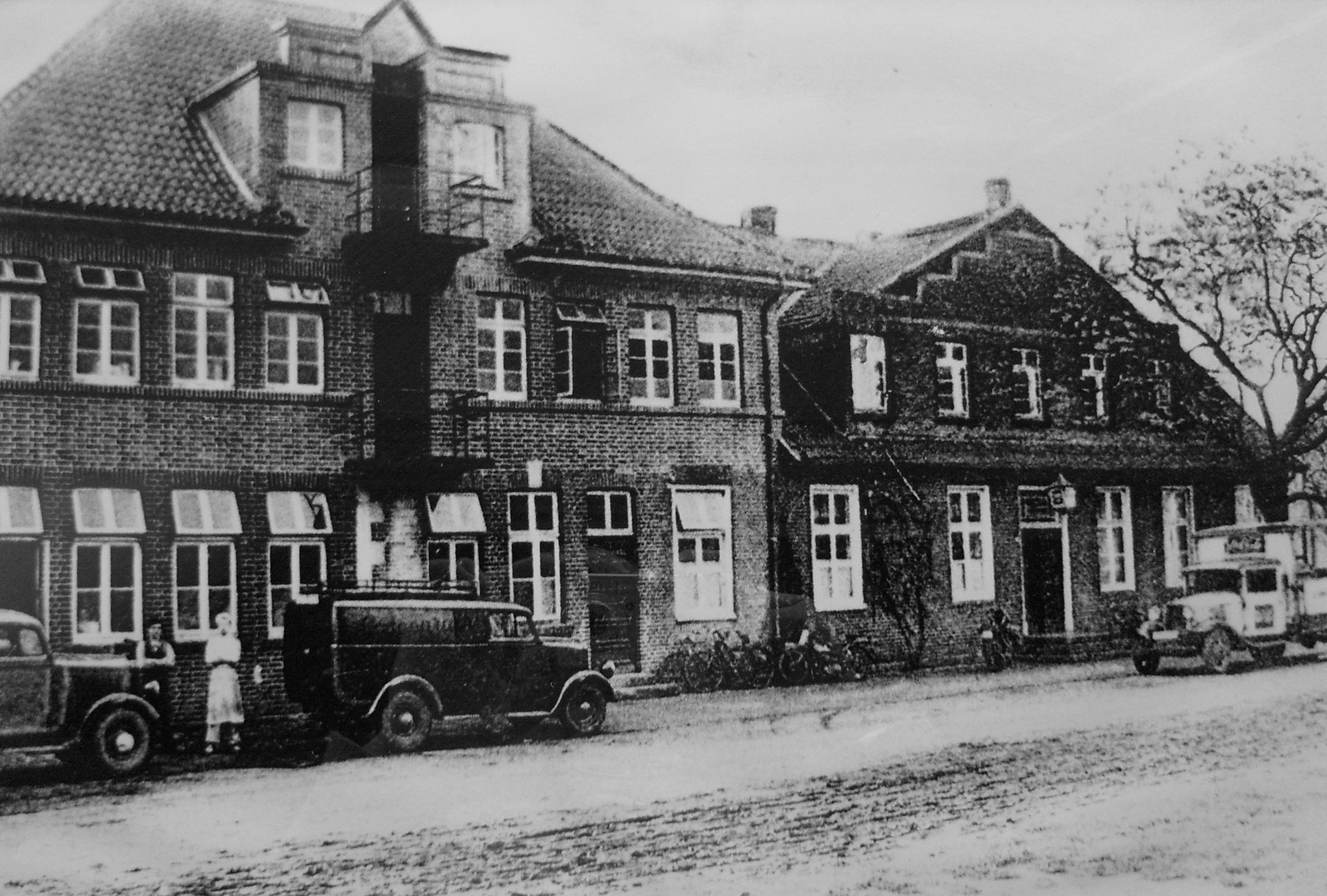
Historische Feinbäckerei Coppenrath

Die Coppenrath Feingebäck GmbH mit Sitz in Groß Hesepe ist ein familiengeführter Hersteller von Feingebäck.

## Geschichte
Im Jahr 1825 eröffnete Heinrich Coppenrath im emsländischen Geeste/Groß Hesepe die Landbäckerei „Coppenrath“. In den folgenden Jahren erweiterte das Unternehmen kontinuierlich seine Produktpalette. Das Bäckerei-Sortiment wurde um den Coppenrathschen Honigkuchen, der zum Feingebäck-Hit der 1830er und 1840er Jahre wurde, und um die Zwieback-Produktion erweitert.
Im Jahr 1924 erfolgte unter Aloys Coppenrath (vierte Generation) eine Geschäftsintensivierung. Erste Lastkraftwagen erweiterten den Handelsradius. Nach dem Tod von Aloys Coppenrath, in den Jahren des Krieges, führte seine Frau, Änne Coppenrath, die Firma fort.
Unter Franz Coppenrath (fünfte Generation), der nach dem frühen Tod seines Vaters den elterlichen Betrieb ab 1948 führte, erfolgte die Neuausrichtung des Unternehmens, weg von der Landbäckerei und hin zu einer modernen Großbäckerei. 1970 beginnt das Unternehmen mit der Ausweitung seiner Vertriebsaktivitäten auf das Ausland.
Aloys Coppenrath, ein Bruder von Franz Coppenrath, gründete 1975 zusammen mit Josef Wiese das Unternehmen Coppenrath & Wiese (seit 2015 Teil der Oetker-Gruppe). Bei einem Brand im Jahr 1978 wurde die gesamte Fabrikationsstätte zerstört. Durch den Zusammenhalt und engagierten Einsatz der Mitarbeiter wurde in nur zwei Monaten die neue Fabrikhalle erstellt.
Andreas Coppenrath trat 1995 nach dem Tod seines Vaters dessen Nachfolge an. Er setzte die Expansion fort und baute insbesondere die Exportaktivitäten aus.
2009 wurde die Keksfabrik Gebrüder Lembcke GmbH & Co gekauft und 2012 die Freudenberg Dauerbackwaren GmbH in Sachsen. Die Produktion beider Unternehmen wurde in Großröhrsdorf zusammengelegt.
Coppenrath beschäftigt etwa 300 Mitarbeiter und beliefert weltweit über 60 Länder mit Feingebäck. Täglich werden weltweit bis zu 120 Tonnen Backwaren ausgeliefert.

## Sortiment
Neben klassischem Gebäck setzt das Unternehmen zunehmend auf Produkte in der Spezialernährung, wie zucker-, laktose- und glutenfreie Produkte.
Das Sortiment der Feinbäckerei Coppenrath umfasst folgende Produkte:
- Eierplätzchen
- Torteletts
- Spritzgebäcke
- Mürbegebäcke
- Vollkorngebäck
- Hafergebäck
- Zuckerfreies Gebäck
- Glutenfreies Gebäck
- Veganes Gebäck
- Gewürz Spekulatius
- Spekulatius-Spezialitäten
- Spekulatius zuckerfrei